# Margeride
La Margeride (in occitano Marjarida) è un massiccio montuoso della Francia, parte del Massiccio Centrale. È divisa tra i dipartimenti del Cantal e dell'Alta Loira in Alvernia e della Lozère in Linguadoca-Rossiglione. Culmina con i 1.551 metri del Truc de Fortunio.